# Le Cormier

Le Cormier este o comună în departamentul Eure, Franța. În 1 ianuarie 2022 avea o populație de 361 de locuitori.